# Ягенський Андрій Володимирович
Андрі́й Володи́мирович Яге́нський (* 1962) — доктор медичних наук (2003), професор, заслужений лікар України.

## З життєпису
Народився 1962 року в місті Тернополі. 1985-го закінчив медичний факультет Київського медичного інституту. Працював лікарем-терапевтом Голобської районної лікарні № 2 (Ковельський район Волинської області) з 1986 по 1989 рік.
В 1989—1991 роках навчався в ординатурі Всесоюзного наукового кардіологічного центру. Від 1991 року працює в Луцькій міській клінічній лікарні. До 1994 року — лікар-кардіолог кардіологічного відділення, надалі — завідувач ревматологічного відділення.
1993 року захистив кандидатську дисертацію, а 2003-го став доктором медичних наук зі спеціальності «кардіологія».
З 2005 року — завідувач Волинського обласного центру кардіоваскулярної патології та тромболізису. За сумісництвом асистент (1993—2004 роки), доцент (2003—2007), від 2007 — професор кафедри терапії № 2 / сімейної медицини факультету післядипломної освіти Львівського медичного університету.
Напрями наукових досліджень:
- вивчення особливостей перебігу реабілітаційного періоду та вторинної профілактики у хворих після інфаркту міокарда та інсульту
- застосування тромболізису при інфаркті міокарда, гострій цереброваскулярній патології — зокрема у хворих на ішемічний інсульт.

Автор близько 140 наукових і навчально-методичних праць. Серед робіт:
- «Порівняльна антиаритмічна активність аллапініну, боннекору та етацизіну у хворих з хронічними та пароксизмальними надшлуночковими тахікардіями»; 1993
- «Постійна форма миготливої аритмії при серцевій недостатності: поширеність, клініко-гемодинамічні детермінанти, корекція частоти серцевих скорочень»; 2002